# Качинский, Викториан Романович
Викториа́н (Викторин) Рома́нович Качи́нский (28 февраля 1891, Санкт-Петербург, Российская империя — 3 февраля 1986, Сент-Питерсберг, штат Флорида, США) — российский морской офицер, один из первых русских военно-морских лётчиков. Участник Первой мировой и Гражданской войны. Капитан II ранга. Начальник морской авиации Польши. Кавалер русских, британских, польских и американских наград, в том числе — кавалер Георгиевского оружия.

## Биография
Родился 28 февраля 1891 года в дворянской семье в Санкт-Петербурге. 7 сентября 1904 года поступил и 27 апреля 1910 года окончил Морской корпус с золотым знаком. В звании мичмана направлен в 1-й Балтийский флотский экипаж. В конце 1910 года назначен на Черноморский флот. С 1910 по 1912 год служил на крейсере «Кагул», на эсминце «Завидный», миноносце «Стремительный», на линкоре «Пантелеймон». В 1912 году переведён в службу связи Черноморского флота.  

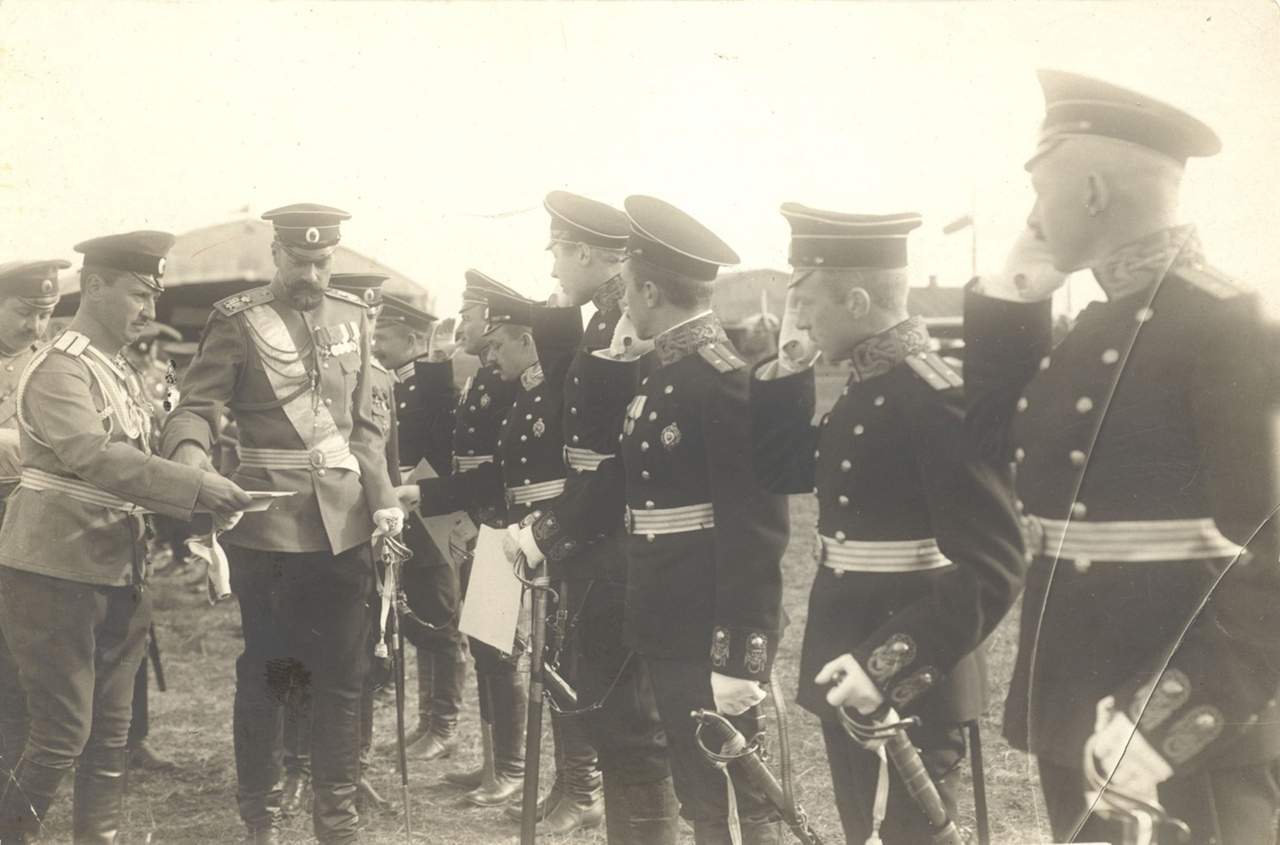
Раздача Е.И.В. Великим Князем Александром Михайловичем аттестатов об окончании Офицерской школы авиации офицерам Черноморского Флота. Кача, 8 ноября 1912 года.
Подпоручик Жуков, лейтенант Вирен Н. Р., поручик Михайлов, мичманы Утгоф В. В., Качинский В. Р.. Эссен, Коведяев Е. Е.

По личному прошению направлен в авиацию. Окончил Севастопольскую авиационную школу, получил звание морского лётчика. Прошёл в 1913 году подготовку на офицерских теоретических курсах авиации имени В. В. Захарова при Санкт-Петербургском политехническом институте в составе третьего набора курсантов. После окончания курсов вернулся на Черноморский флот, принял должность командира 3-го корабельного отряда. Участник Первой мировой войны. За произведённую впервые в истории ночную бомбардировку противника приказом № 81 от 06.02.1917 г. по морскому ведомству награждён Георгиевским оружием: 
«За то, что в ночь с 29 на 30 августа 1916 года, при особо неблагоприятных условиях погоды, под действительным огнём противника, совершил налёт на город Варну и сбросил бомбы, нанёсшие существенный вред неприятелю».
04 ноября 1916 года Британским адмиралтейством награждён знаком английского пилота. Был представлен к производству в капитаны II ранга и награждению орденом Святого Георгия 4-й степени, но ни звание, ни награду получить не успел из-за произошедшей в стране революции. На момент окончания Первой мировой войны В. Р. Качинский — командир 1-й воздушной группы Черноморского флота.
Как авиационный специалист мобилизован в армию УНР, получил должность начальника морской авиации. Находясь в Севастополе, обратился в польское представительство и был зачислен на польскую военную службу. В течение следующих пяти лет являлся начальником польской морской авиации. В 1923 году перебрался в Бельгию, где до 1928 года работал таксистом.
С 1928 года в США. 30 лет работал на авиационном заводе И. И. Сикорского. Авиационный отдел Смитсонского института в Вашингтоне признал В. Р. Качинского одним из выдающихся русских лётчиков и наградил его медалью Бэрда. В 1959 году Викторин Романович Качинский вышел на пенсию. Умер 3 февраля 1986 года в городе Сент-Питерсберг во Флориде.

## Награды
- Золотой знак за окончание Морского корпуса 1910 г.;
- Орден Святого Станислава 3-й степени 06.12.1914 г.;
- Мечи и бант к имеющемуся ордену Святого Станислава 3-й степени 19.01.1915 г. «За боевые отличия в октябре 1914 года»;
- Орден Святого Владимира 4-й степени с мечами и бантом 01.06.1915 г.;
- Орден Святой Анны 3-й степени с мечами и бантом 15.02.1916 г.;
- Орден Святого Станислава 2-й степени с мечами 10.07.1917 г.;
- Георгиевское оружие 06.02.1917 г.;
- Медаль Бэрда (США).